# Cheralite
La cheralite  (simbolo IMA: Cher), conosciuta anche col nome brabantite, è un raro minerale del supergruppo della monazite; appartiene alla famiglia dei "fosfati, arseniati e vanadati" e possiede composizione chimica CaTh(PO4)2.

## Etimologia e storia
La cheralite deve il suo nome a Chera, un'antica dinastia del sud dell'India, al tempo chiamato regno di Travancore, che a sua volta ha dato il nome alla località tipo del minerale, il Kerala.
Il minerale fu scoperto nel 1953 a Kuttakuzhi nel distretto di Thiruvananthapuram nella provincia di Kerala nel sud dell'India.

## Classificazione
La classica nona edizione della sistematica dei minerali di Strunz, aggiornata dall'Associazione Mineralogica Internazionale (IMA) fino al 2009, elenca la cheralite nella classe "8. Fosfati, arseniati, vanadati" e da lì nella sottoclasse "8.A Fosfati, ecc. senza anioni aggiuntivi, senza H2O"; questa viene più finemente suddivisa in base alla dimensione dei cationi coinvolti, in modo tale che la cheralite possa essere trovata nella sezione "8.AD Con soltanto cationi di grande dimensione" dove insieme a brabantite, cheralite-(Ce), gasparite-(Ce), monazite-(Ce), monazite-(La), monazite-(Nd), monazite-(Sm), nenadkevite e rooseveltite forma il sistema nº 8.AD.50.
Questa suddivisione viene mantenuta invariata anche nell'edizione successiva, proseguita dal database "mindat.org" e chiamata Classificazione Strunz-mindat, dove però i membri del sistema 8.AD.50 variano leggermente: scompaiono brabantite, cheralite-(Ce) e nenadkevite (tutti non avallati dall'IMA) e si aggiunge un nuovo minerale ancora senza nome e chiamato provvisoriamente UM2005-35-VO:CaFePSiTh.
Nella Sistematica dei lapis (Lapis-Systematik) di Stefan Weiß la cheralite si trova nella classe dei "fosfati, arseniati e vanadati" e da lì nella sottoclasse dei "fosfati [arseniati o vanadati] anidri [PO4]3-, senza anioni estranei"; qui è nella sezione dove sono raggruppati i minerali con "cationi molto grandi: Ca-Na-K, SE, Bi, ecc.; gruppo della monazite" dove forma il sistema nº VII/A.15 insieme a monazite-(La), monazite-(Ce), monazite-(Nd), monazite-(Sm) e gasparite-(Ce).
Anche la classificazione dei minerali secondo Dana, usata principalmente nel mondo anglosassone, la cheralite si trova nella famiglia dei "fosfati, arseniati e vanadati"; qui è nella classe dei "fosfati anidri ecc." e nella sottoclasse dei "fosfati anidri ecc., A+XO4" dove al suo interno la cheralite si trova nel "gruppo della monazite (monoclino: P21/n)" con il numero di sistema 38.04.03 insieme a monazite-(Ce), monazite-(La), brabantite, monazite-(Nd) e gasparite-(Ce).

## Abito cristallino
La cheralite cristallizza nel sistema monoclino nel gruppo spaziale P21/n con i parametri di cella a = 6,726(1) Å, b = 6,933(5) Å, c = 6,447(12) Å e β = 103,93(27)°, oltre ad avere 2 unità di formula per cella unitaria.

## Origine e giacitura
La cheralite è stato trovato in un dicchi di pegmatite caolinizzata e gneiss granitico caolinizzato circostante, oppure in carbonatiti. La paragenesi è con crisoberillo, quarzo affumicato, tormalina e zircone.
La cheralite è stata trovata in diversi siti sparsi per il mondo, ma in scarse quantità, quindi è un minerale raro. Qui si ricorda solo la sua località tipo, Kuttakuzhi (8.29889°N 77.26056°E) presso Thiruvananthapuram nell'omonimo distretto (India).

## Forma in cui si presenta in natura
La cheralite ha aspetto da semiedrale a massiccio, con dimensioni fino a 5 cm.
Il minerale è da trasparente a traslucido con lucentezza vitrea, colore da marrone grigiastro a marrone rossastro (sui bordi), giallo pallido o verde brunastro.

## Caratteristiche
La cheralite fa parte di un sistema ternario formato da due REEPO4 (monazite-(Ce), monazite-(La), monazite-(Nd) e monazite-(Sm)), CaTh(PO4)2 (cheralite) e 2ThSiO4 (huttonite). Vanno sotto il nome di cheralite tutti i membri del sistema ternario che hanno come dominante CaTh(PO4)2. Fino al 2007 esisteva un'ambiguità con la brabantite che era definita come contenente più del 75% in moli di CaTh(PO4)2.
A causa del suo contenuto di torio sotto forma di diossido di torio (ThO2), la cheralite è radioattiva.